# 西港 (彰化縣)
西港，是臺灣彰化縣大城鄉的一個傳統地域名稱，位於該鄉西部。相較於今日行政區，其範圍大致包括西港村、東港村。

## 歷史
台灣清治末期至日治初期，西港地區為一街庄，稱為「西港庄」，隸屬於深耕堡。該庄西北臨台灣海峽，東北與三塊厝庄、外五間藔庄為鄰，東邊為山藔庄，東南邊為公館庄，南邊為頂海墘厝庄，西南邊為下海墘厝庄。。
1901年（日治明治三十四年）11月，全台廢縣廳改設二十廳，該庄隸屬於彰化廳。1903年（明治三十六年）6月，該庄編入「大城厝區」，隸屬於彰化廳。1909年（明治四十二年）10月，合併二十廳為十二廳，大城厝區改隸屬於臺中廳。1920年（大正九年），廢廳、支廳、區、街庄（舊制）改設州、郡、街庄（新制）、大字，該庄改制為「西港」大字，隸屬於臺中州北斗郡大城庄。
戰後大城庄改制為大城鄉，隸屬於臺中縣，大字亦改制為村。1950年10月，中、彰、投分治，大城鄉改隸屬彰化縣。

## 聚落
本地區發展較早的聚落為西港，在日治期初期的官方地圖上已有記載。

## 交通
- 台61線：又稱「西部濱海快速公路」，是新北市八里至臺南市安南的快速公路，但尚未完全通車。該道路在西港地區屬高架路段，於東南部邊界地帶的縣道152號交會處設有大城交流道。由此向南南東出境後轉南南西可快速前往台灣中南部海岸地區。[1][4]
- 台17線：又稱「西部濱海公路」，是清水甲南至枋寮水底寮的幹道，大致以北北東—南南西走向到達本地區北部邊界中央地帶後，轉南南東入境，隨後成為省道台61線（高架道路）兩側平面道路，再於本地區東南部折曲邊界地帶出境。由該道路向北北東可前往芳苑、福興、鹿港、線西等地，向南南東轉南南西過濁水溪西濱大橋後再轉西南分岔獨行再轉南南西可前往麥寮、台西、四湖、口湖等地。[1][4][5]
- 縣道152號（福建路）：是大城鄉公館至名間的道路，其西側端點位於本地區東南部折曲邊界地帶的省道台17線路口。由此向東南微南沿一小段邊界而行，出境後轉東南東可前往大城市區、竹塘、埤頭南部、溪州、二水、名間等地。[1][4][6]
- 彰160線：是海邊至下山腳的道路，大致以西北西—東南東走向由本地區西南部邊界入境後，沿本地區南部邊界北緣而行，至下海墘排水前順路轉東南並沿排水西岸而行，至路口轉東南東過橋後直行，經鄉道彰163-1線路口後續直行，於本地區南部邊界最東側稍偏北處經鄉道彰163線路口並出境。由該道路向西北西可前往下海墘厝西北部並止於大城南段海堤道路路口，向東南東可前往頂海墘厝、公館東南部、公館與下山腳一小段交界地帶、下山腳西北端、下山腳與大城交界地帶、下山腳的頂庄聚落並止於縣道143號路口。[1][2]
- 彰161線：是王厝寮至街子的道路，大致以東北東—西南西走向轉北北東—南南西走向經過本地區東南部邊界地帶一小部分。由該道路向東北東蜿蜒穿越公館聚落後可前往公館地區西北半葉的北部邊界東側縣道152號路口，向南南西可前往公館與頂海墘厝交界地帶、頂海墘厝、下海墘厝並止於街仔聚落東郊的鄉道162號路口。[1][2]
- 彰163線（中央路）：是西港至下海墘厝的道路，其北側端點位於木地區北部近邊界地帶的省道台17線路口。由此向南南西直行，經鄉道彰163-1線起點路口、西港聚落後續直行，於本地區南部邊界最東側稍偏北處經鄉道彰160線路口後出境，可前往頂海墘厝、下海墘厝並止於其主聚落南側的下海墘堤防道路路口。[1][2]
- 彰163-1線：是西港至下海墘厝的另一條道路，其北側端點位於本地區北部近邊界地帶的彰163線西港橋頭西側路口。由此向西轉北北東再轉西北沿魚寮溪南岸蜿蜒而行，至西港漁港駐在所東側轉南南西，至北勢路路口轉西，過海山廟後轉西北，至路口轉南南西，至路底轉西北西，繞半圓經過小聚落後仍向西北西，至路口轉南南西直行，至近本地區南部邊界處經鄉道彰160線路口後出境，可前往頂海墘厝西部並止於其南端邊界地帶（下海墘厝聚落北側）的鄉道彰162線路口。[1][2]

## 學校
- 西港國小